# Piaf, a titok
A Piaf, a titok (eredeti francia cím: Piaf secrète) Jean Noli író, újságíró életrajzi könyve Édith Piaf utolsó éveiről. A könyvben benne vannak a hanyatlásai, visszatérései, koncert próbái, és halálának pontos körülményei.

## Fülszöveg
„Hogy miért csak Piaf halála után harminc évvel íródott ez a könyv? Azért, mert az a nő, akit láttam szenvedni, lángolni, remélni, és akit egy délvidéki villában láttam utoljára, nem az a „zűrös” nő volt, amilyennek oly szeretettel ábrázolják őt. A színpadi fények mögé rejtette magányosságát, szomorúságát és sebeit. Egyedül csak a sok szenvedést átélt művész képes olyan színpadi átélésre, mint ami őt jellemezte. Erről az Edithről akartam mesélni. Egy olyan nőről, aki csak énekelt az igaz szerelemről, ám neki nem volt része benne. (Jean Noli)”
Jean Noli valóban ismerte Piafot, az életét és az érzéseit is. Nem úgy, mint egyes életrajzírók, akik semmit sem értettek és érzékeltettek a művészből. (Charles Aznavour)”

## Szereplők
- Jean Noli: A könyv írója, cikkeket ír az újságokba Piafról.
- Hugues Vassal: Piaf fényképésze. Jeannal együtt dolgoznak az újságnál. Hugues a képeket csinálja, Jean pedig a cikkeket írja.
- Marguerite Monnot: Piaf legjobb barátnője, zeneszerzője.
- Charles Dumont: Piaf utolsó éveiben ő komponálja a dalok nagy részét, köztük a Non, je ne regrette rien (Nem bánok semmit sem) című költeményt is.
- Bruno Coquatrix: A párizsi Olympia színház igazgatója, ahol Piaf legnagyobb fellépései voltak.
- Christiane: Piaf szobalánya.
- Simone Margantin: Piaf ápolónője.